# Ligne 16 du métro de Shenzhen
 (janvier 2023).
La ligne 16 du métro de Shenzhen est une ligne de métro dans la ville de Shenzhen, dans le Guangdong, en Chine. Longue de 29,2 km, cette ligne compte 24 stations. Elle a ouvert le 28 décembre 2022.